# Konsa
Konsa ist eines von drei Arrondissements von Bobo-Dioulasso, der zweitgrößten Stadt des westafrikanischen Staates Burkina Faso.
Konsa wurde 1988 als Commune 3 geschaffen und 1993 unter dem heutigen Namen zum Arrondissement umgewandelt. Es liegt im Westen der Stadt und teilt sich in die Sektoren 1, 7, 8, 9, 18, 19, 20 und 21. Laut Zensus von 2006 leben in Konsa 105.850 Menschen. Da Konsa die Innenstadt umfasst, befinden sich hier die wichtigsten Einrichtungen der Stadt, wie der Zentralmarkt, die beiden Stadien sowie Krankenhäuser.
Bürgermeister ist Karim Barro, der Gemeinderat zählt 21 Mitglieder, darunter drei Frauen.